# Kalüpszó

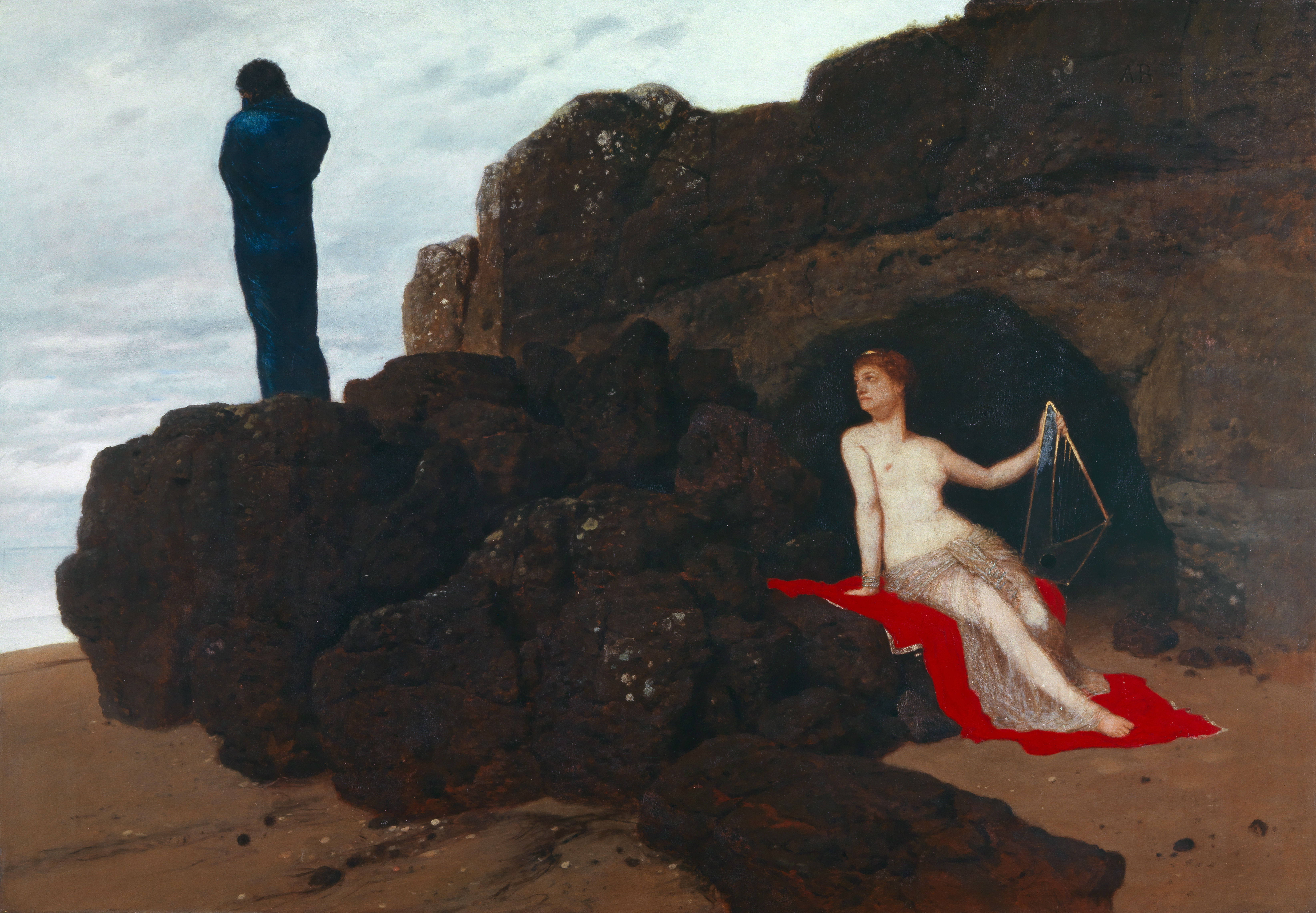
Odüsszeusz és Kalüpszó

A görög mitológiában Kalüpszó a titán Atlasz leánya, tengeri nimfaként élt szolgálóival Ógügié szigetén. Görögül Καλυψώ, jelentése: „elrejtem”, amely az ógörög καλυψ (kagylóhéj), kaluppa- (hettita kagylóhéj) szóból ered.

## Története
A sziget közelében szenvedett hajótörést Odüsszeusz, a nagy utazó. Sok jó tengerésze és bajtársa veszett a tengerbe ezen a parton, és magát az ithakai királyt is eszméletlenül sodorta Ogügia partjaira a víz. Kalüpszó palotájába vitette a hőst és életben maradt társait. Ételt, italt adott vendégeinek, és szórakoztatta őket, amíg felépültek. Eközben Kalüpszó beleszeretett a nagy hősbe. Halhatatlanságot ígért Odüsszeusznak, ha Ogügián marad vele örök szerelemben. Azonban Odüsszeusz jobban vágyott haza, a feleségére és fia viszontlátására, mint a halhatatlanságra, így visszautasította a nimfa szerelmét. Kalüpszó haragos lett, és a palota börtönébe záratta Odüsszeuszt és kíséretét hét teljes évre. A hetedik évben Odüsszeusz pártfogója, Pallasz Athéné megelégelte a nimfa zsarnokságát, és kérte Zeuszt, hogy tegyen ez ellen. A főisten Hermésszel üzenetet küldött Kalüpszónak, aki ezután kénytelen volt szabadon engedni Odüsszeuszt. Ugyan fájt a szíve szerelme elvesztésén, de segíteni szerette volna a hőst, így készíttetett egy tutajt, amit megrakott mindenféle jóval. Végül jó szelet adott az útrakelőknek, és elbúcsúztak.

## Képgaléria

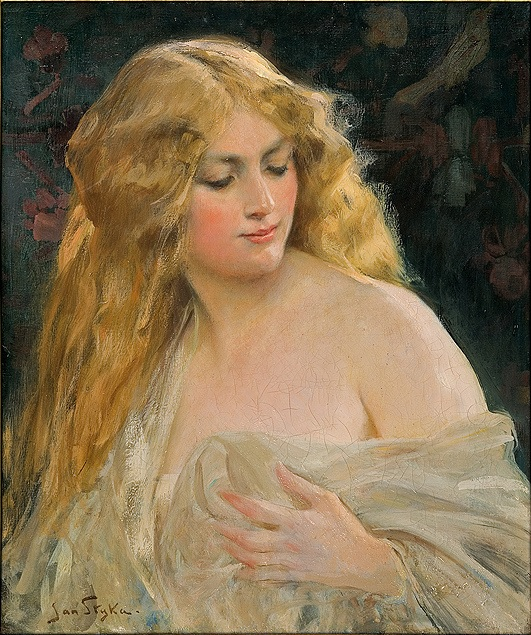
Calypso, blonde-haired goddess by Jan Styka (20th century)
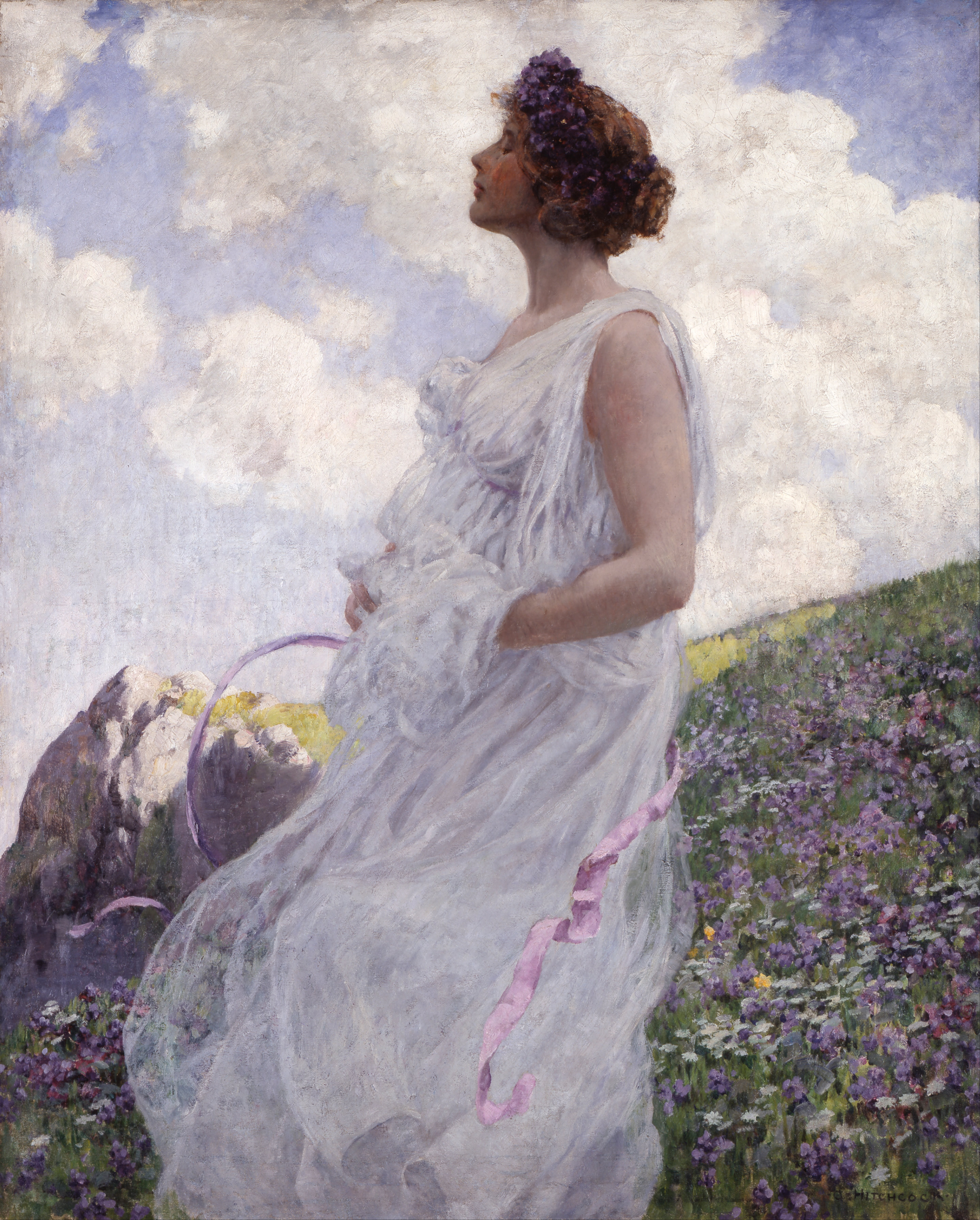
Calypsoby George Hitchcock (about 1906)
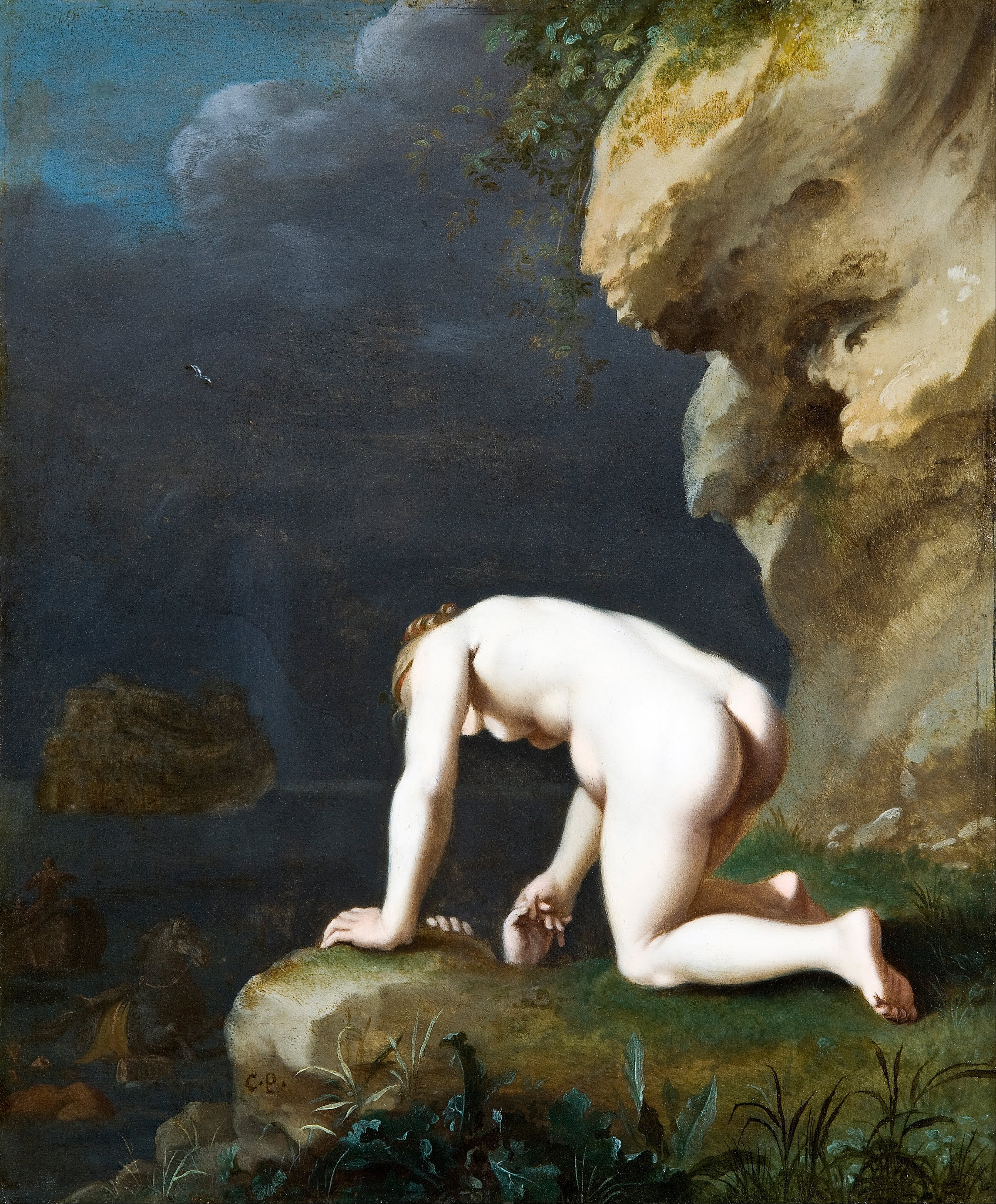
The Goddess Calypso rescues Ulysses Cornelius van Poelenburgh (1630)
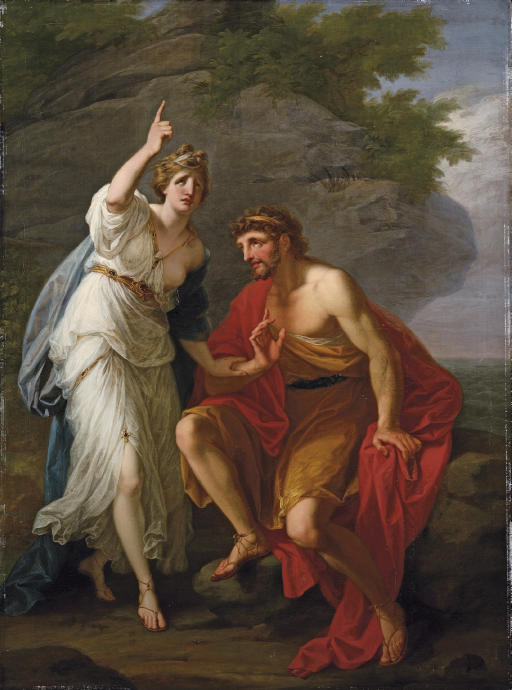
Calypso calling heaven and earth to witness her sincere affection to Ulysses by Angelica Kauffman (18th-century)
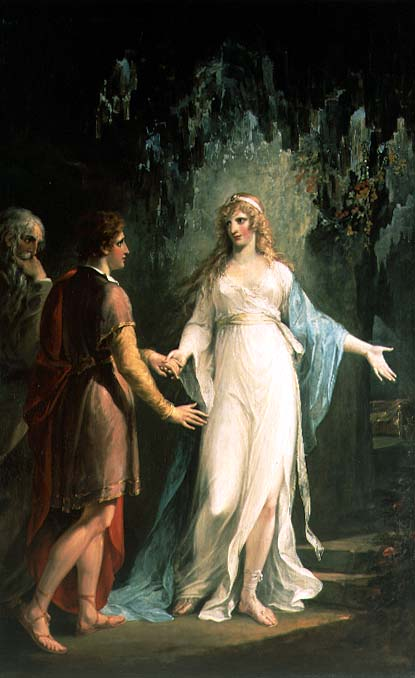
Calypso receiving Telemachus and Mentor in the Grotto by William Hamilton (18th century)
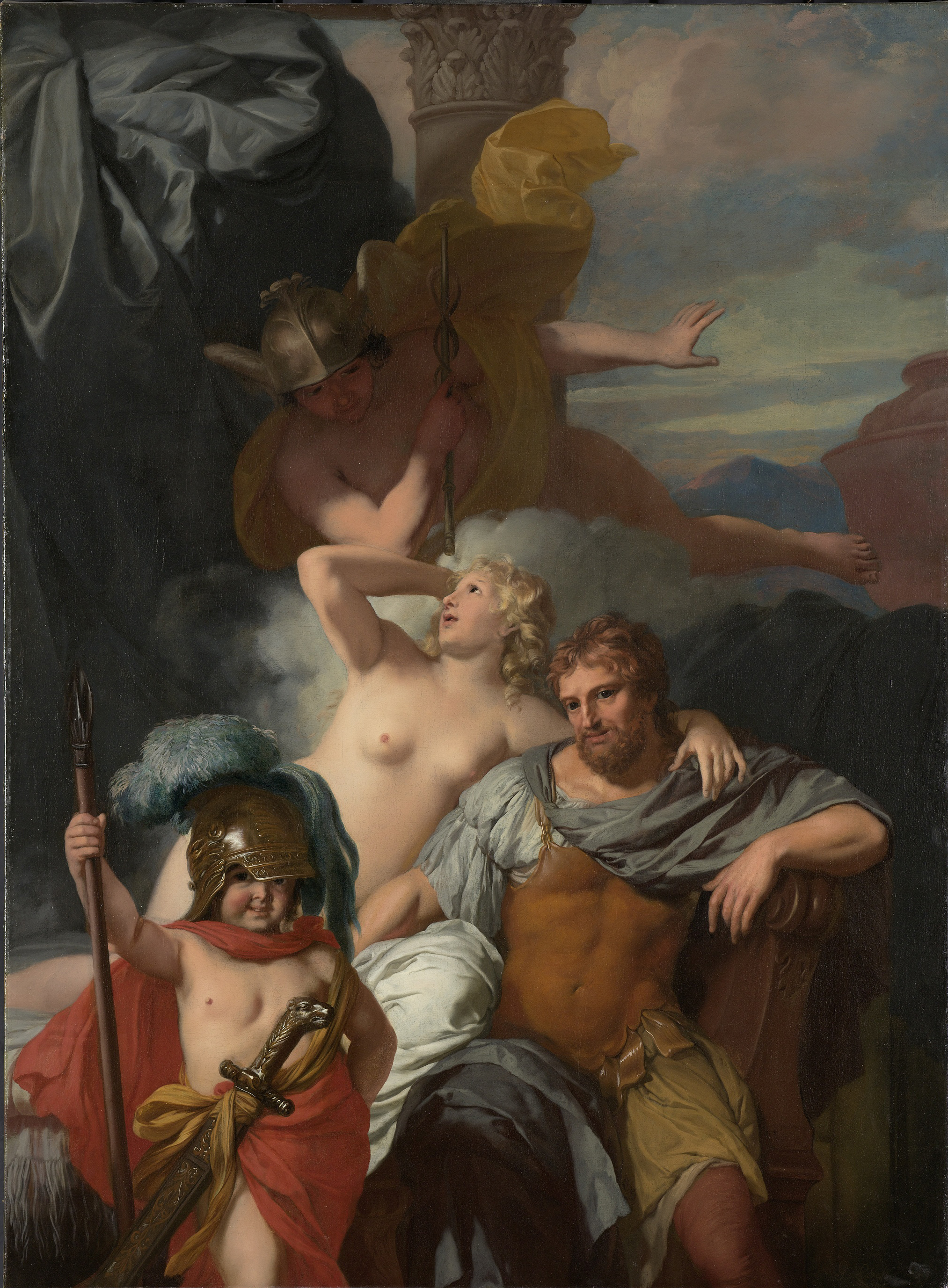
Mercury ordering Calypso to release Odysseus by Gerard de Lairesse (1676-1682)
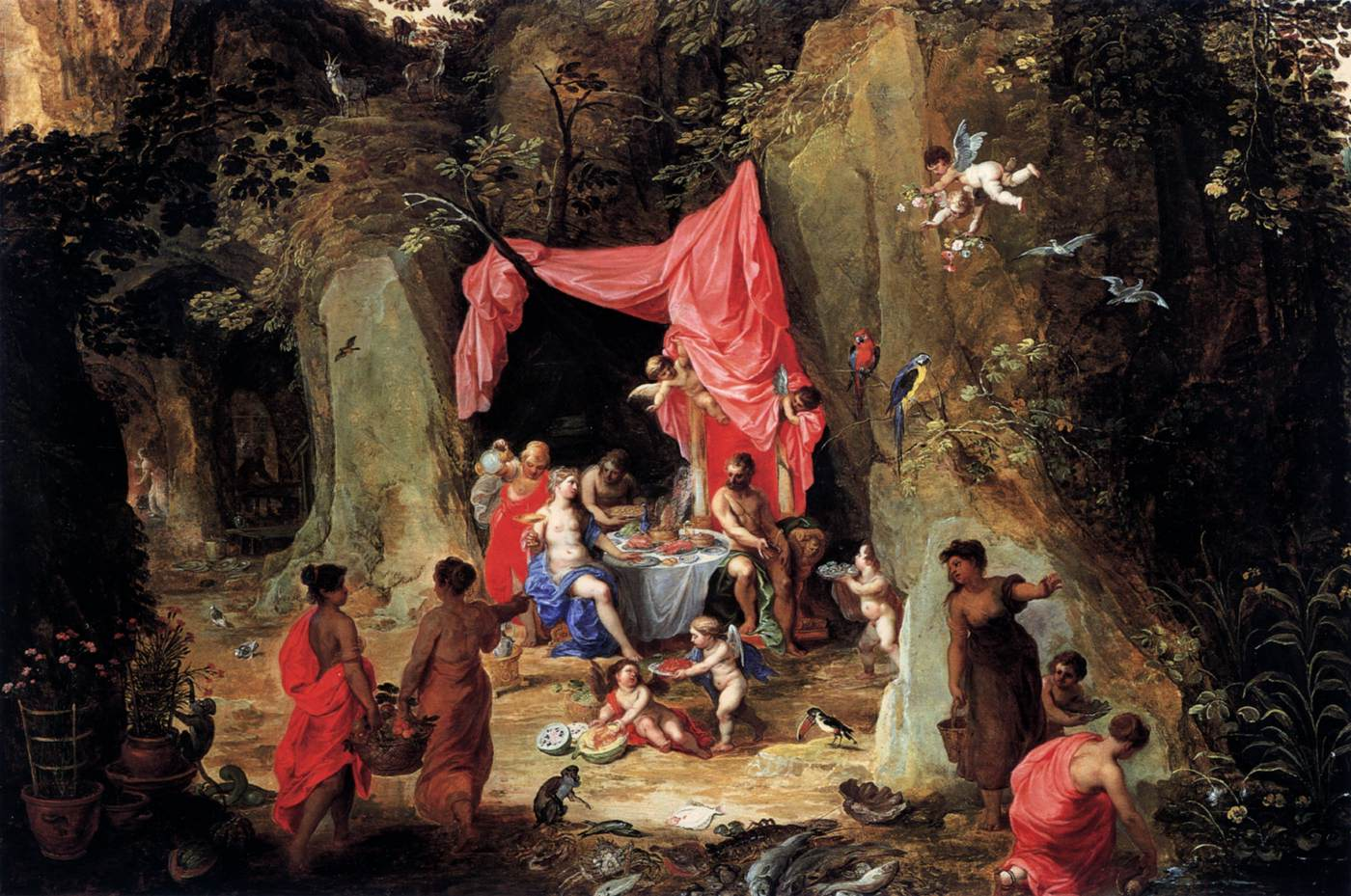
Odysseus as guest at the nymph Calypso by Hendrick van Balen (circa 1616)
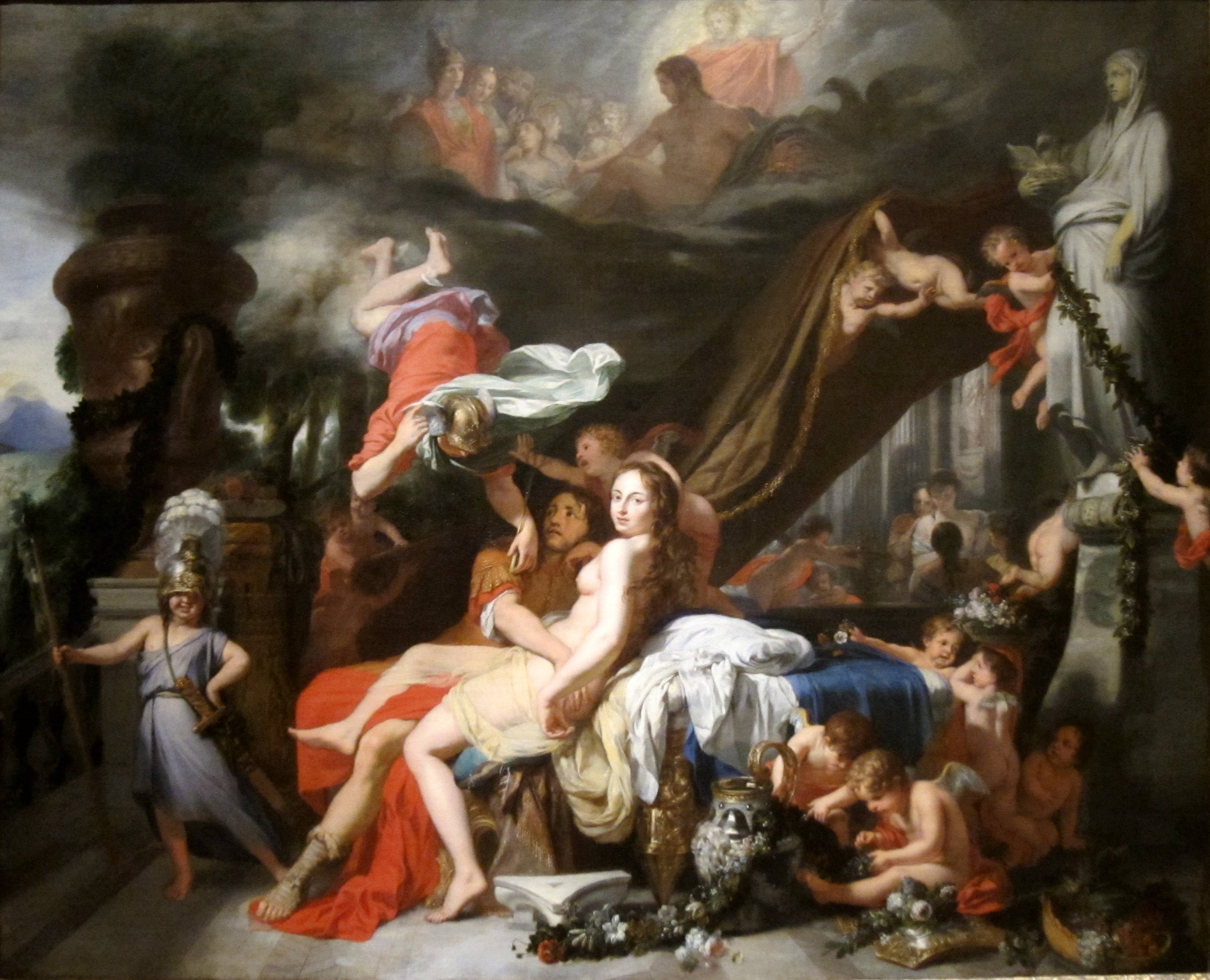
Hermes Ordering Calypso to Release Odysseus by Gerard de Lairesse (circa 1670)
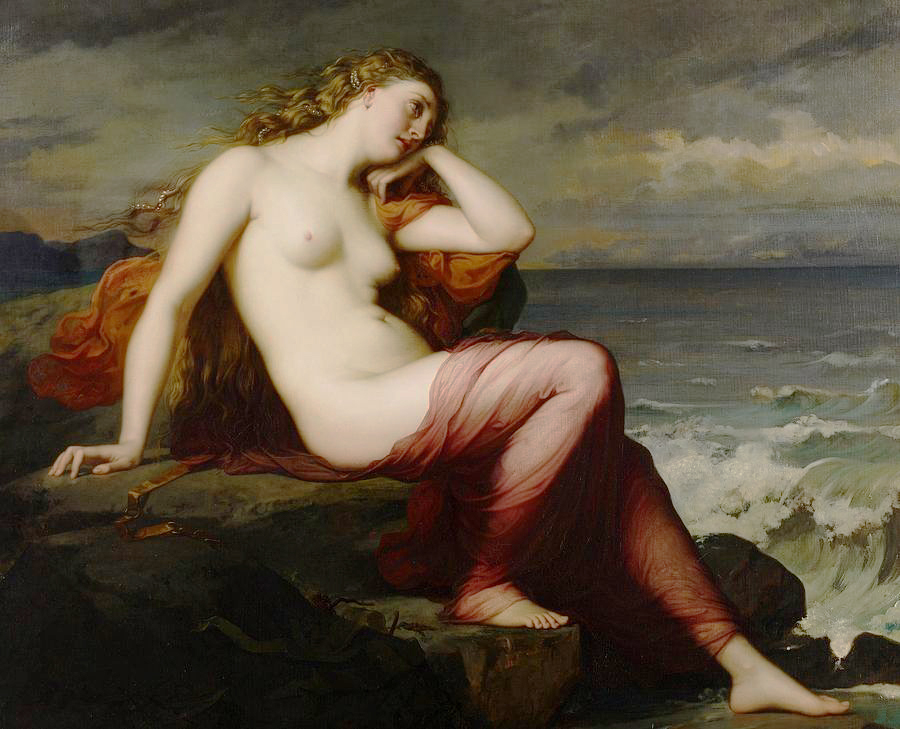
Calypso by Henri Lehmann  (1869)
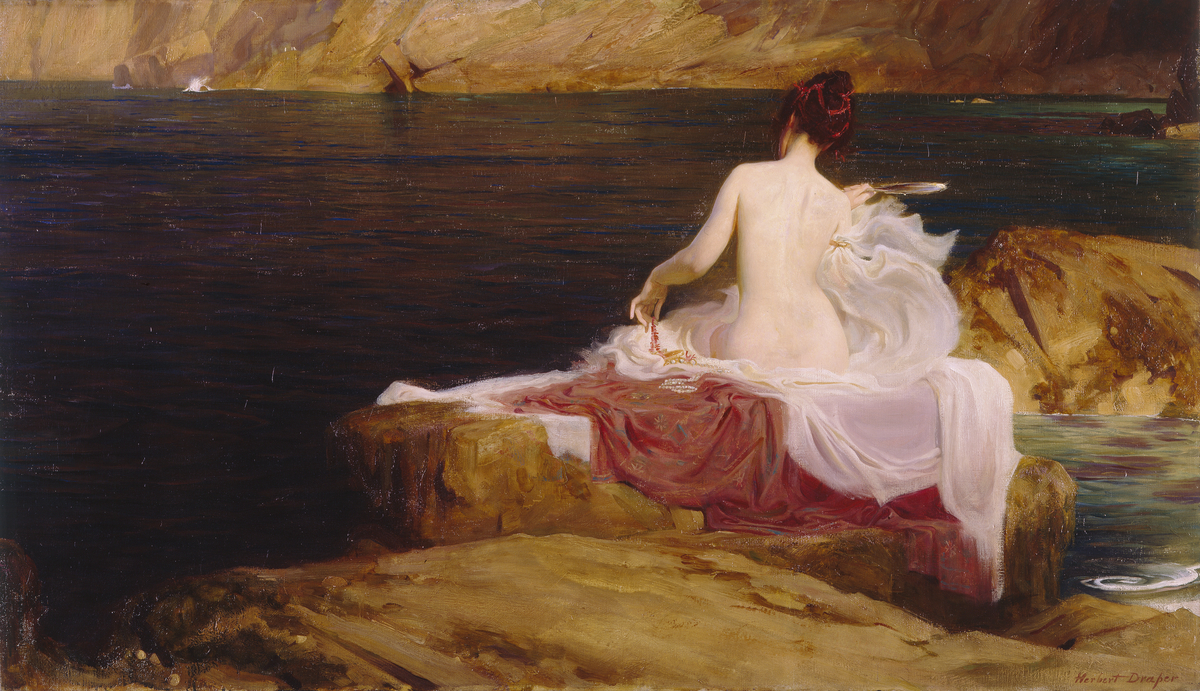
Calypso's Isle by Herbert James Draper  (1897)
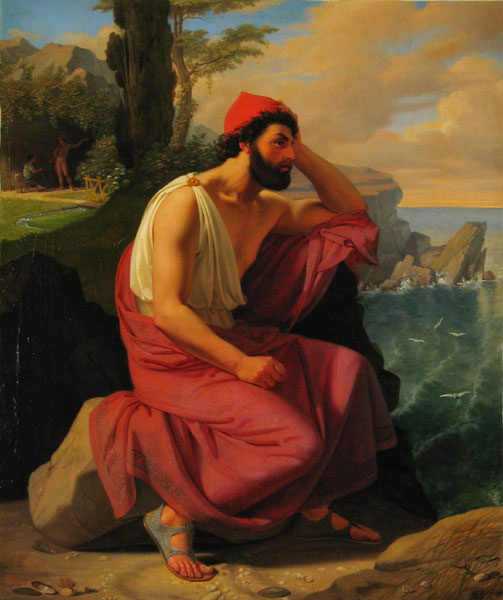
Ulysses on Calypso's island by Ditlev Blunck (1830)
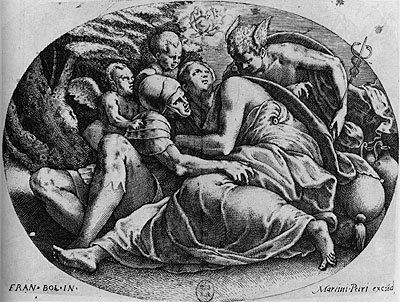
Hermes bei Calypso und Odysseus by Hubert Maurer
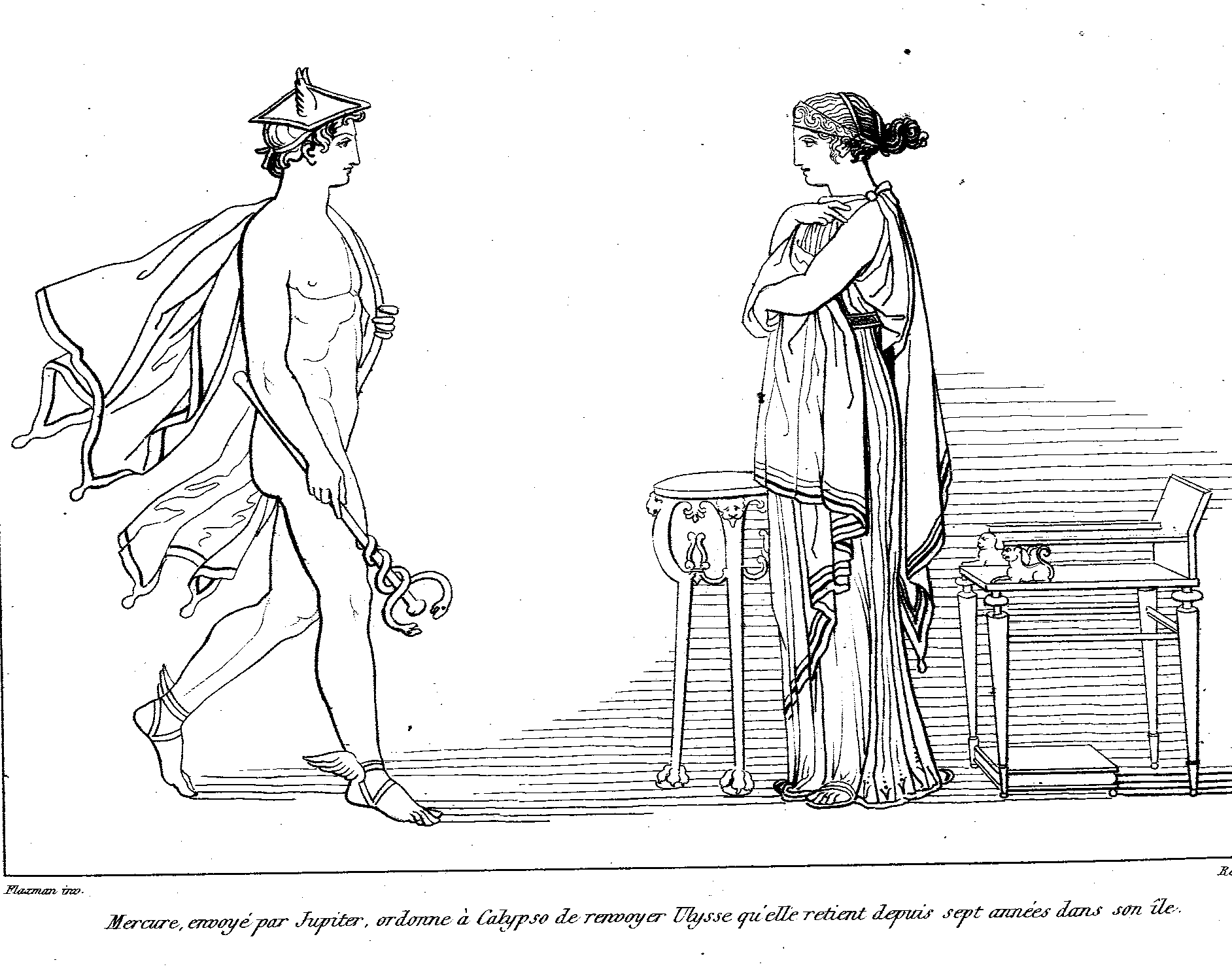
Hermes orders Calypso to release Odysseus by John Flaxman (1810)